# Tvärbanan
För andra betydelser, se Tvärbanan (olika betydelser).
Tvärbanan är en tjugo kilometer lång snabbspårväg som binder samman Stockholms pendeltågs- och tunnelbanenät på tvären, därav namnet.
Banan går i en halvcirkel söder, väster och norr om Stockholms innerstad, från Sickla via Hammarby sjöstad, Gullmarsplan, Årsta, Liljeholmen, Gröndal, Stora Essingen, Alvik, Ulvsunda, Centrala Sundbyberg och Solna centrum till Solna station. Från Ulvsunda finns en sidolinje till Bromma flygplats. Den kommer i framtiden att fortsätta till Rissne, Kista och Helenelund.

## Historik
Under andra delen av 1980-talet växte intresset för spårvägstrafik i Stockholmsområdet. Flera olika spårvägsförslag framfördes från både offentligt och privat håll. Den så kallade tvärspårvägsgruppen bestående av Asea, Skanska, VBB, transportkonsultbolaget Transek samt PKbanken och Skandinaviska Enskilda Banken framställde idéstudier för Stockholms norra och södra förortsområden. Tvärspårväg norr hade en föreslagen sträckning från Vällingby till Mörby via Hässelby, Barkarby, Akalla och Häggvik (Stockholm Nord). Tvärspårväg syd skulle i sin tur gå mellan Skärholmen och Skarpnäck via Huddinge och Farsta.
I det Halvcentrala bandet föreslogs den så kallade Hästskolinjen mellan Hammarby Sjöstad och Ropsten, via Liljeholmen, Alvik och Karolinska sjukhuset. Stockholms läns landsting genomförde en spårvägsutredning där hästskolinjen prioriterades som den
mest samhällsekonomiskt motiverade spårlinjen. I förslag till regionplan 90 förekom flera spårvägsförslag, dock så skedde den regionala infrastrukturplaneringen jämsides med förhandlingarna för Dennispaketet, en överenskommelse för satsningar i spår- och väginfrastruktur i Stockholms län. I överenskommelsen som slöts i september 1992 ingick enbart hästskolinjen av spårvägsförslagen, då under benämningen "Snabbspårvägen". Spårvägen ingick därmed också när regionplan 91 beslutades i oktober 1992, och mark reserverades i Stockholms översiktsplan för linjen.

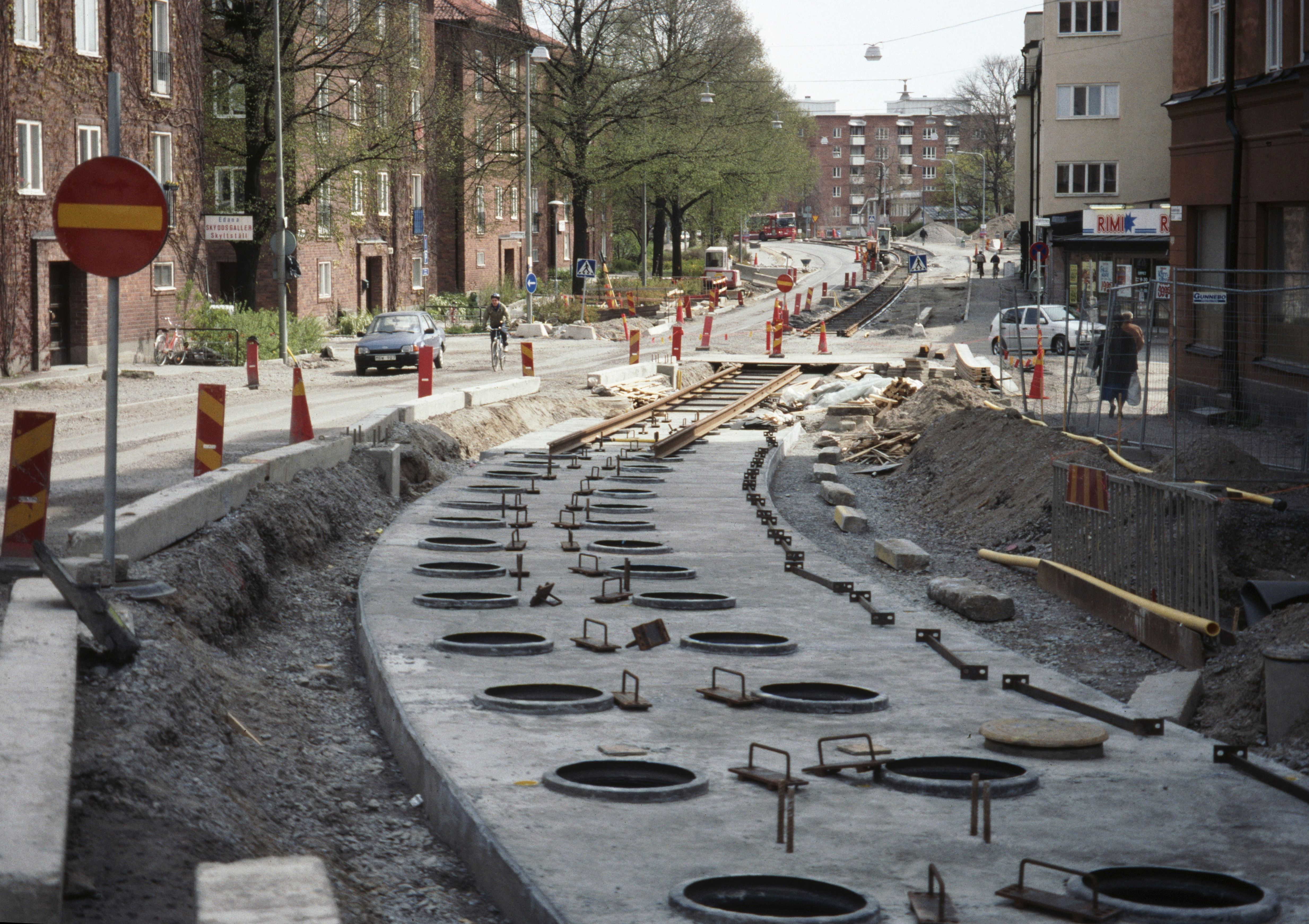
Tvärbanan under uppbyggnad längs med Gröndalsvägen 1999.

Enbart sträckningen Alvik-Gullmarsplan var finansierad i överenskommelsen. Finansieringen och tidplan för resterande delar av tvärbanan var planerad att lösas 1996. Någon finansieringslösning för resterande delar blev aldrig av och överenskommelsen upplöstes i februari 1997. Själva byggarbetet med Tvärbanan påbörjades 1996 och banan öppnades för trafik i januari 2000 mellan Gullmarsplan och Liljeholmen (4,9 km). Redan senare under våren samma år förlängdes banan från Liljeholmen till Alvik (4,2 km). Färdigställandet av denna sträcka innebar att Tvärbanan blev den första nya kopplingen över Saltsjö−Mälarsnittet på cirka 40 år.  En andra förlängning från Gullmarsplan till Sickla udde i Hammarby sjöstad (2,5 km) öppnades i augusti 2002. Ett av tvärbanans syften i planeringen var att skapa en effektiv kollektivtrafikkoppling för byte till pendeltåget söderifrån. Detta förverkligades i och med öppnandet av pendeltågsstationen Årstaberg den 9 januari 2006 som gav möjlighet att byta mellan spårvagn och pendeltåg. Kostnaden för sträckan Alvik till Gullmarsplan var cirka 2 miljarder samt mellan Gullmarsplan och Sickla Udde cirka 400 miljoner kronor. Det gav ett snittpris på cirka 200 miljoner per kilometer respektive 170 miljoner per kilometer.
Under 2009 påbörjades utbyggnaden av en ny huvuddel av banan, som kallades Tvärbana Norr Solnagrenen. Sträckan från Alvik till Solna centrum (5,8 km) togs i bruk 2013, och den sista biten till Solna station (0,9 km) öppnades i augusti 2014. Kostnaden för utbyggnaden mellan Alvik och Solna station beräknades (2012) hamna på 5,2 miljarder (inklusive depå och fordon) medan beräknad siffra före byggstart var 5,2 miljarder (inklusive depå och fordon) men ofta angiven som 3,6 miljarder (exklusive depå och fordon). Konsulter och trafikexperter har i omgångar pekat ut sträckan Alvik–Solna som ett kostsamt projekt, med en i många fall onödigt hög teknisk standard. Snittkostnaden exklusive depå var drygt 600 miljoner per kilometer vilket i Stockholm endast överträffas av Citybanans drygt tre miljarder per kilometer och den planerade förlängningen av tunnelbanan på sträckan Odenplan−Arenastaden på nära två miljarder per kilometer. 
Under de olika utbyggnadsetapperna av Tvärbanan har banvallar för tidigare industrispår tagits i anspråk. För bygget av den första sträckan mellan Gullmarsplan och Alvik togs Nyboda–Enskede Järnväg i anspråk, vid Tvärbanans förlängning till Solna station togs Sundbybergs Norra–Ulvsundasjöns järnväg i Ulvsunda industriområde i anspråk. Med anledning av bland annat utbyggnaden av bostäder och arbetsplatser i Hammarby sjöstad och Årstadal har resandeutvecklingen på Tvärbanan varit mycket positiv under de år den trafikerats. Detta har lett till att turtätheten ökats från 10-minuterstrafik till 7,5-minuterstrafik under högtrafik.

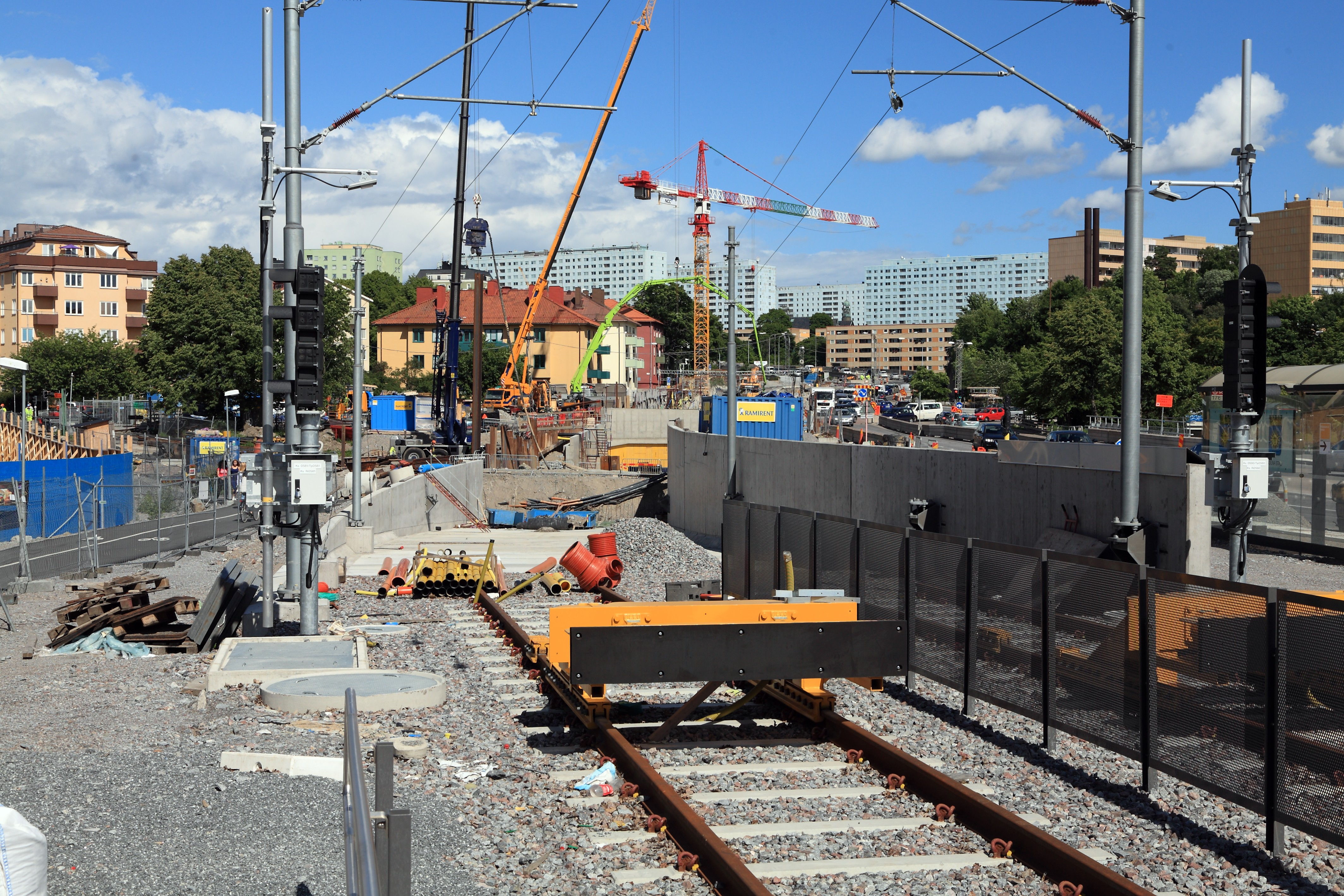
Utbyggnad av Tvärbanan till Solna station under Frösundaleden 2013.

Från 2013 till 2017 trafikerades Tvärbanan som två separata linjer, som båda betecknades linje 22. Bytesmöjlighet mellan de båda linjerna fanns i Alvik.  25 mars 2017 stängdes sträckan Sickla udde − Alvik av för byte av signalsystem, nya vändspår i Mårtensdal, Årstaberg och Alviks strand och underhållsarbeten. Därmed togs det ursprungliga signalsystemet ur bruk. 23 juni 2017 stängdes även sträckan Alvik - Solna station av. 5 augusti 2017 återöppnades sträckan Stora Essingen - Solna station, nu med genomgående trafik i Alvik och den 2 oktober 2017 öppnades den 675 meter långa sträckan Sickla - Sickla udde. Därefter är hela sträckan Sickla - Solna i trafik, med det nya signalsystemet.
Den 13 december 2020 skulle den första delen av Kistagrenen mellan Norra Ulvsunda och Bromma flygplats ha öppnats. Starten blev dock uppskjuten. Trafiken började den 16 maj 2021. Kistagrenen trafikeras av linje 31 Alviks strand–Bromma flygplats. Tvärbanans sträckning mellan Sickla och Solna hade linjenummer 22 fram till den 12 december 2020 då den bytte till linjenummer 30.

### Invigningsdatum
| Datum          | Sträcka                         | Längd  |
| -------------- | ------------------------------- | ------ |
| januari 2000   | Gullmarsplan–Liljeholmen        | 4,9 km |
| våren 2000     | Liljeholmen–Alvik               | 4,2 km |
| augusti 2002   | Gullmarsplan–Sickla udde        | 2,5 km |
| 2013           | Alvik–Solna centrum             | 5,8 km |
| augusti 2014   | Solna centrum–Solna station     | 0,9 km |
| 2 oktober 2017 | Sickla udde–Sickla              | 0,7 km |
| 16 maj 2021    | Norra Ulvsunda–Bromma flygplats | 1,0 km |
| våren 2025     | Bromma flygplats–Ursviks torg   | 3,3 km |
|                | Ursviks torg–Helenelund         | 3,5 km |

## Tvärbanans sträckning

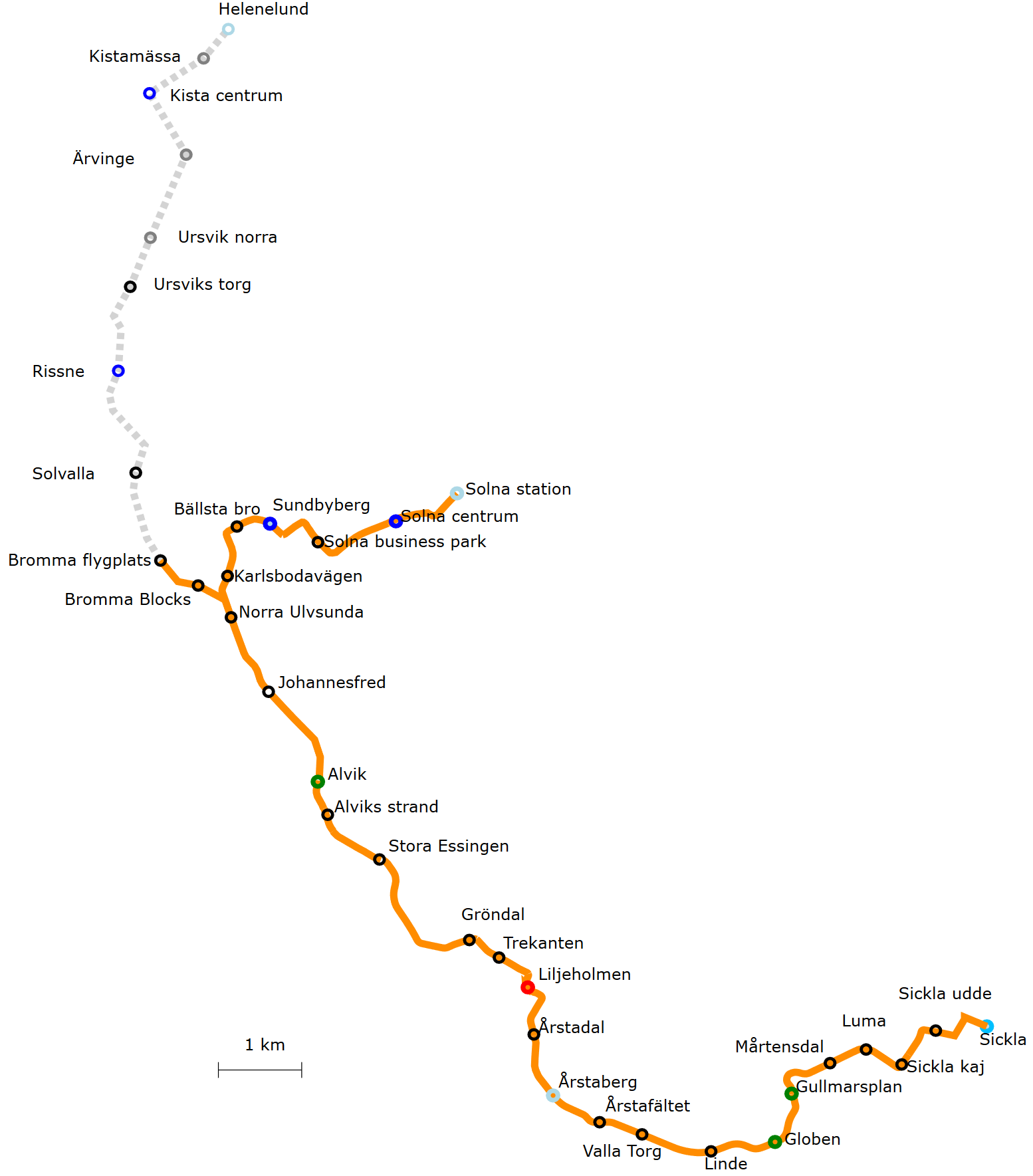
Geografiskt korrekt linjekarta över Tvärbanan

### Sträckning från Sickla till Alvik
Tvärbanans sträckning från ändstationen Sickla till Alviks tunnelbanestation har följande stationer/hållplatser: Sickla udde i Södra Hammarbyhamnen, Sickla kaj, en kaj och hamn vid den södra sidan av Hammarby sjö i Stockholm, hållplatsen ligger vid Lugnets allé en bit ifrån kajen, Luma vid Lumaparken centralt i Hammarby sjöstad, ett stadsbyggnadsprojekt som omfattar Luma industriområde samt ett stort antal nyuppförda bostadshus, Mårtensdal på Hammarby Allé i stadsdelen Södra Hammarbyhamnen, Gullmarsplan tunnelbanestation i stadsdelen Johanneshov i Söderort, mellan T-stationerna Skanstull och Skärmarbrink, Globen tunnelbanestation intill Globenområdet i stadsdelen Johanneshov i Söderort, Linde vid korsningen Herrgårdsvägen/Medlemsvägen i norra delen av området i stadsdelen Enskede gård i Söderort,  Valla torg vid Sandfjärdsgatan i stadsdelen Årsta i Söderort, Årstafältet, hållplatsen ligger vid före detta Nyboda–Enskede järnvägs banvall mellan Valla torg och Rämensvägen, Årstaberg i Årsta i Söderort, som ligger intill Årstaberg pendeltågsstation, Årstadal, ett område i stadsdelen Liljeholmen, där hållplatsen är belägen i mynningen av tunneln under Nybodahöjden och delvis inne i tunneln, Liljeholmen vid tunnelbanestationen, Trekanten i närheten av sjön Trekanten i stadsdelarna Gröndal och Liljeholmen i Söderort, Gröndal, en stadsdel belägen väster om Liljeholmen, Stora Essingen, en kuperad ö i Mälaren, för Tvärbanan leder därefter en spårvägsbro, Alviksbron, över Mälaren i Oxhålssundet mellan Stora Essingen och Brommalandet och stationen Alviks strand i stadsdelen Alvik i Bromma i Västerort, och slutligen till Alvik vid tunnelbanestationen i Alvik.

### Sträckning från Alvik till Solna station

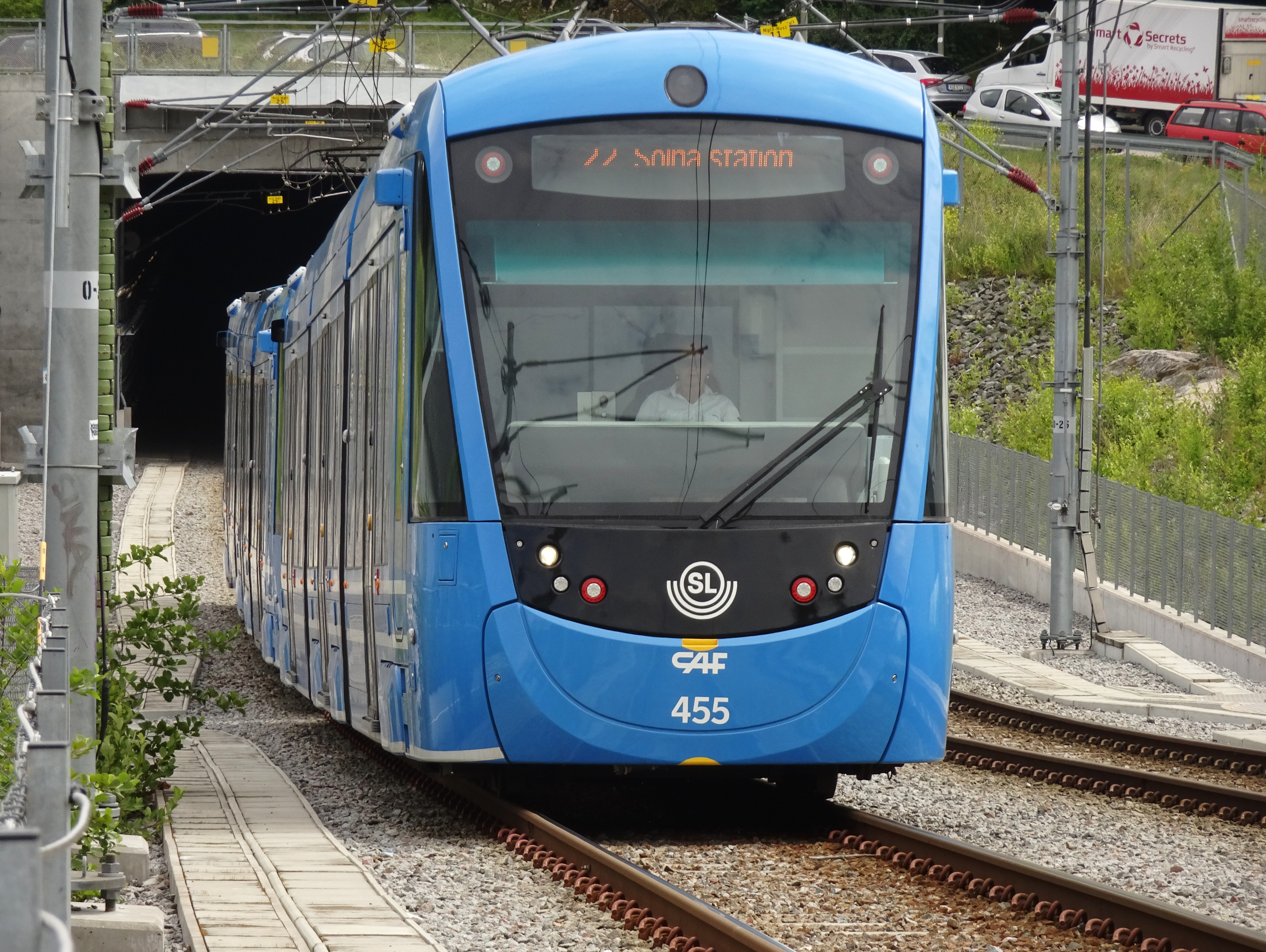
Tvärbanans vagn A35 455 lämnar Tranebergstunneln mot Solna, juni 2016.

Tvärbanan fortsätter från Alvik till Solna station. Större delen av denna sträcka invigdes den 27 oktober 2013 och trafikstartade den 28 oktober 2013. Sträckan Solna centrum–Solna station öppnade 18 augusti 2014. Hållplatserna norrut efter Alviks tunnelbanestation är: Johannesfred i södra delen av stadsdelen Ulvsunda industriområde, Norra Ulvsunda i norra delen inom stadsdelen Ulvsunda industriområde, Karlsbodavägen längs vägens östra sida i stadsdelen Mariehäll i Bromma och Bällsta bro på Sundbybergssidan av kommungränsen. Omedelbart söder om Bällsta bro har en parallell spårvägsbro byggts. Bron går mellan Mariehäll och Centrala Sundbyberg och spänner över Bällstaån, som utgör gräns mellan Stockholms och Sundbybergs kommuner. Tvärbanan fortsätter till hållplatsen Sundbyberg, väster om järnvägen i Sundbybergs centrum, och går vidare till Solna Business Park, ett kontorsområde i västra delen av Skytteholm i Solna kommun. Området hette tidigare Virebergs industriområde. Därefter fortsätter Tvärbanan till Solna Centrum, ett köpcentrum inom stadsdelen Skytteholm, och fram till Solna station, vid Frösundaleden nära entrén till pendeltågsstationen. Solna station ligger i stadsdelen Hagalund i Solna kommun.
Strax söder om den nybyggda Johannesfreds spårvagnshållplats går Ulvsundabron till Traneberg, för spårväg och gång- och cykeltrafik. Ulvsundabron är en 374 meter lång bro för Tvärbanan över en vik av Ulvsundasjön inte långt från Ulvsunda slott. Bron förbinder Traneberg i söder med Ulvsunda industriområde i norr. Direkt norr om hållplatsen ligger Ulvsundadepån, som sedan 2014 är huvuddepå för Tvärbanan och trafikledningscentral för Tvärbanan och Nockebybanan.

## Banan

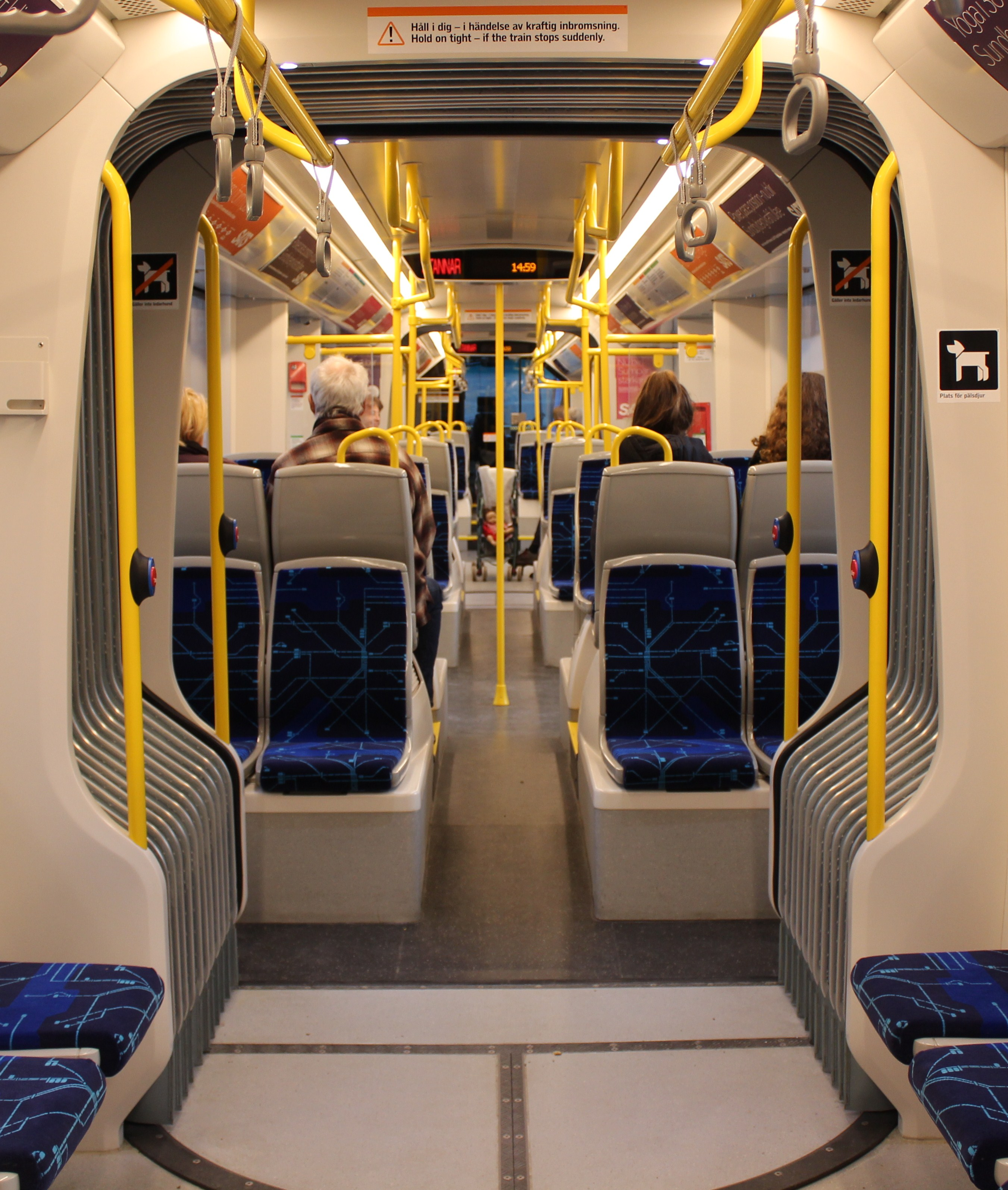
Interiör vagn A35.

Tvärbanan är i sin helhet dubbel- och normalspårig. Trafiken övervakas från SLs trafikledningscentral och säkerhetssystemet består av optiska signaler och sedan 2007 ATC. Högsta tillåtna hastighet på banan är 80 km/h, dock lägre på vissa delsträckor.
Tvärbanan går till större delen som en förortsbana på egen banvall. I Hammarby sjöstad är den utformad som spårväg i gatumiljö i blandtrafik gatuspår i kollektivtrafikkörfält i mittremsan och mellan Liljeholmen och Gröndal samt i centrala Sundbyberg och på Svetsarvägen i Solna går den som spårväg i gatumiljö i blandtrafik tillsammans med annan trafik. Den passerar över flera broar, som Allébron, Gröndalsbron, Alviksbron, Ulvsundabron och Bällsta bro, samt genom tre längre tunnlar – Årstadalstunneln, Alvikstunneln och Tranebergstunneln.
Tvärbanan fungerar även som spårförbindelse mellan tunnelbanan och övriga järnvägsnätet: mellan Globens och Gullmarsplans stationer har Tvärbanan spårförbindelse med tunnelbanan, och söder om Liljeholmens hållplats har Tvärbanan spårförbindelse med övriga järnvägsnätet via Nybodatunneln, som ursprungligen utgjorde en del av Västra stambanan. Nybodatunneln används också av godstrafik med diesellok till Cementas anläggning. Den korta sträckan är numera det enda stället i Sverige där godståg och spårvagnar går på samma spår. Spårförbindelsen mellan tunnelbanan och övriga järnvägsnätet mellan Gullmarsplan och Globen används endast när gamla tunnelbanevagnar ska skrotas och nya tunnelbanevagnar ska levereras, eller när de ska på vissa sorters verkstadsbesök, eftersom dessa transporter oftast sker via järnväg. Under de första månaderna av drift fanns en tillfällig spårvagnshall för Tvärbanan på en del av stationsområdet för den gamla nedlagda Liljeholmens järnvägsstation.
Via Tranebergstunneln norr om Alvik finns spårförbindelse med tunnelbanan samt Brommadepån, som är gemensam med Nockebybanan, men används endast för uppställning av vagnar för Nockebybanan och är i övrigt övergiven. En ny vagnhall, Ulvsundadepån, som ligger vid spårvägshållplatsen Johannesfred, har tagit över och är sedan 2015 verkstad och depå för Tvärbanan och Nockebybanan.

## Trafik och resande

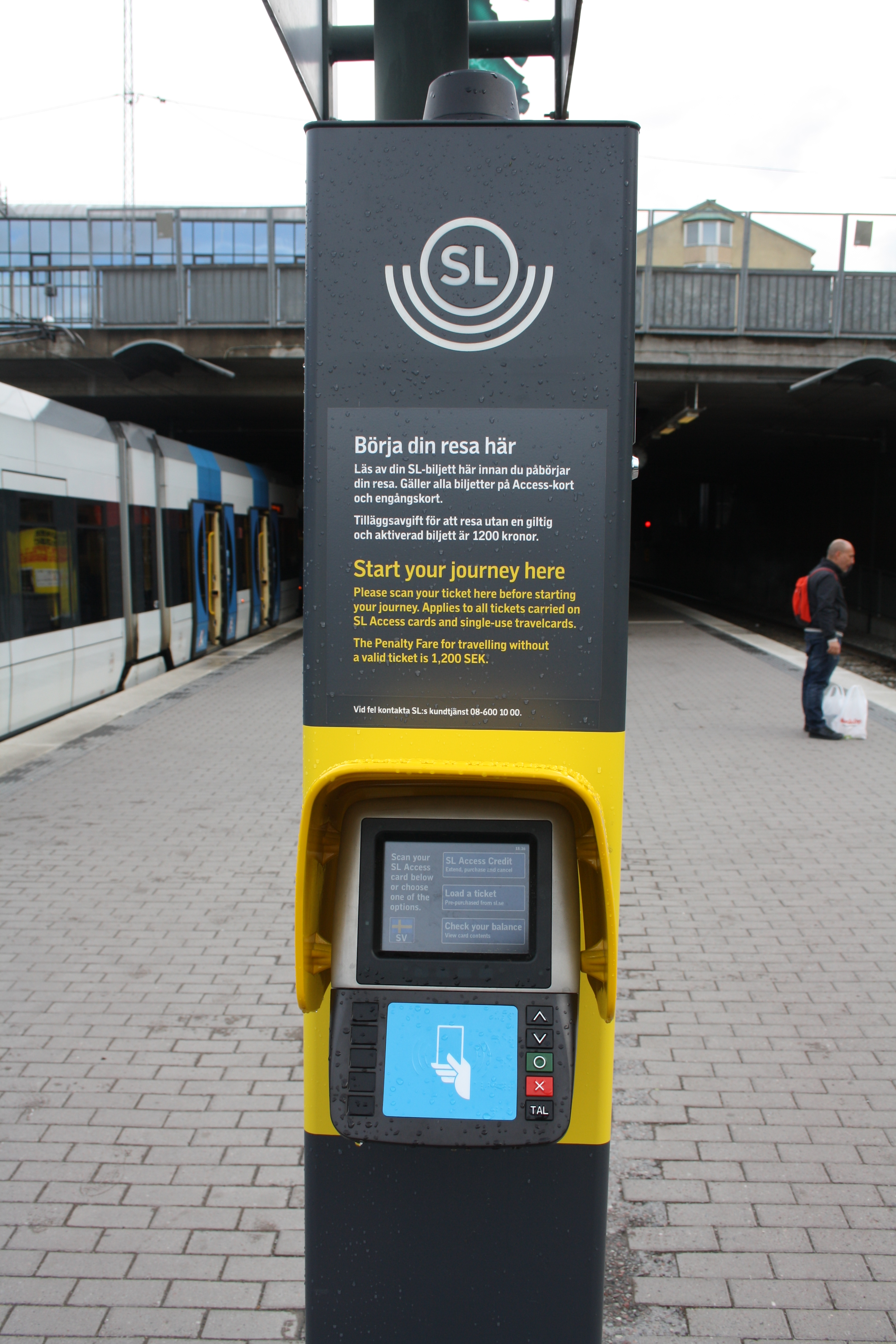
Äldre typ av valideringsstolpe på Tvärbanan

Från trafikstarten år 2000 fram till i augusti 2012 körde Veolia Transport på uppdrag av Storstockholms Lokaltrafik (SL). I augusti 2012 tog Arriva Sverige AB över trafiken genom ett avtal som först gällde fram till i augusti 2020 och där möjligheten att förlänga avtalet till i augusti 2024 utnyttjades.  Arriva Sverige AB bytte i samband med ägarbyte 1 juli 2022 namn till VR Sverige AB.
I december 2024 (ursprunglig plan augusti 2024) tog AB Stockholms Spårvägar över driften med ett tioårigt avtal.
Antal resenärer var cirka 98 000 per vintervardag 2018. De mest frekventerade hållplatserna är (2018) Liljeholmen (13 800 påstigande per vintervardag 2018), Gullmarsplan (11 800), Alvik (7 700), Årstaberg (7 100) samt Solna Centrum och Solna Station (bägge 4 800).
Tvärbanans hållplats Globen ligger i nära anslutning till de olika arenorna i Globen-området. Hållplats Solna station ligger förhållandevis nära Strawberry Arena (Arenastaden). Vid evenemang såsom fotbollsmatcher och konserter på dessa platser är det därför vanligt att extravagnar tursätts på linje 30 för att komplettera det ordinarie trafikutbudet och minska trängsel på de ordinarie avgångarna.[källa behövs]

## Fordon
Tvärbanan trafikeras av spårvagnstyperna A32 och A35. A32, Flexity Swift från Bombardier, började trafikera Tvärbanan i och med starten 1999. Dessa vagnar hade tidigare en färgsättning mycket lik vagntypen C20 i tunnelbanan, med blå dörrar respektive förarhytter och vitgrå vagnssidor med ett svartmålat fält kring vagnens fönster. Under perioden 2023 - 2024 lackerades samtliga A32 om till ny färgsättning, och är numera i stället helblå med undantag för dörrarna, som av kontrastskäl är vita. Inredningen kvarstår däremot, denna domineras av gula toner både på väggar och hållstänger. Stolarna klär i det välkända "Lasse-Åberg" tyget. A35, Urbos AXL från CAF, infördes i samband med förlängningen till Solna i oktober 2013. Dessa vagnar har en något äldre variant av den blå färgsättningen, med två längsgående vita linjer. Även ytan kring vagnarnas dörrar är vit. Inredningen är ljusgrå och stolstyget föreställer SL:s spårtrafikkarta i det utförande denna hade i början av 2010-talet vid vagntypens införande. Båda typerna är cirka 30 meter långa och har 72–78 sittplatser.  Spårvagnarna är bemannade med en förare. Fram till juni 2016 fanns det även en konduktör ombord för biljettvisering. Dessa är i dag ersatta med valideringsstoplar belägna på samtliga hållplatser. Turtätheten på Tvärbanan är som högst 6,5 minuter i högtrafik och som lägst 30 minuter i lågtrafik. Två spårvagnar kan multipelkopplas för att öka kapaciteten. Ett spårvagnståg blir då omkring 60 meter långt, att jämföra med tunnelbanetågen på 140 meter och pendeltågen på 214 meter.
| Modell | Tillverkare | Typ           | Antal sitt- platser | Antal stå- platser | Tåglängd [meter] | Tomvikt [ton] | Högsta effekt [MW] | Korgbredd [meter] | Högsta hastighet [km/h] | Införd år |
| ------ | ----------- | ------------- | ------------------- | ------------------ | ---------------- | ------------- | ------------------ | ----------------- | ----------------------- | --------- |
| A35    | CAF         | Urbos         | 72                  | 203                | 30,8             |               | 0,48               | 0,265             | 90                      | 2013      |
| A32    | Bombardier  | Flexity Swift | 78                  | 133                | 29,7             | 37,5          | 0,48               | 0,265             | 80                      | 1999      |

## Signalsystem
Signalsystemet består av ställverk och manöversystem från General Electric. Hinderdetekteringen utgörs av axelräknare.
Före oktober 2017 var signalsystemet söder om Alvik ett levererat av Bombardier 1998–1999, uppdelat på tre signalområden, Alvik–Gröndal, Liljeholmen–Valla torg, samt Valla torg–Mårtensdal. Ställverken var ett elektroniskt ställverk av typ Ställverk 95 från Bombardier. Trafikledningssystemet är Cactus TMS levererat av Cactus Rail. Hinderdetekteringen utgjordes av kortslutande spårledningar.
Efter något år efter att hela banan öppnades i oktober 2017 används Automatic Train Protection.

## Konstnärlig utsmyckning
Nio av Tvärbanans hållplatser har konstnärlig utsmyckning. Nils Kölare svarade för den konstnärliga gestaltningen för sju spårvägshållplatser mellan Globen och Alvik, färdigställda år 2000. Denna består av klinkersatta flerfärgade murar med dominans av olika färger på keramikplattorna för olika stationer
- Globen – gult
- Linde – svart
- Valla torg – rött
- Årstafältet – blått
- Årstaberg – grönt
- Stora Essingen – vitt
- Alvik – beige

På plattformen på Gullmarsplan finns Leif Tjerneds skulptur Haaaboooommm, eller Apelsinmannen i emaljerat stål från 2000, och vid hållplats Luma finns skulpturen Opposite waveforms av Kjell Ohlin.

## Hållplatser i urval

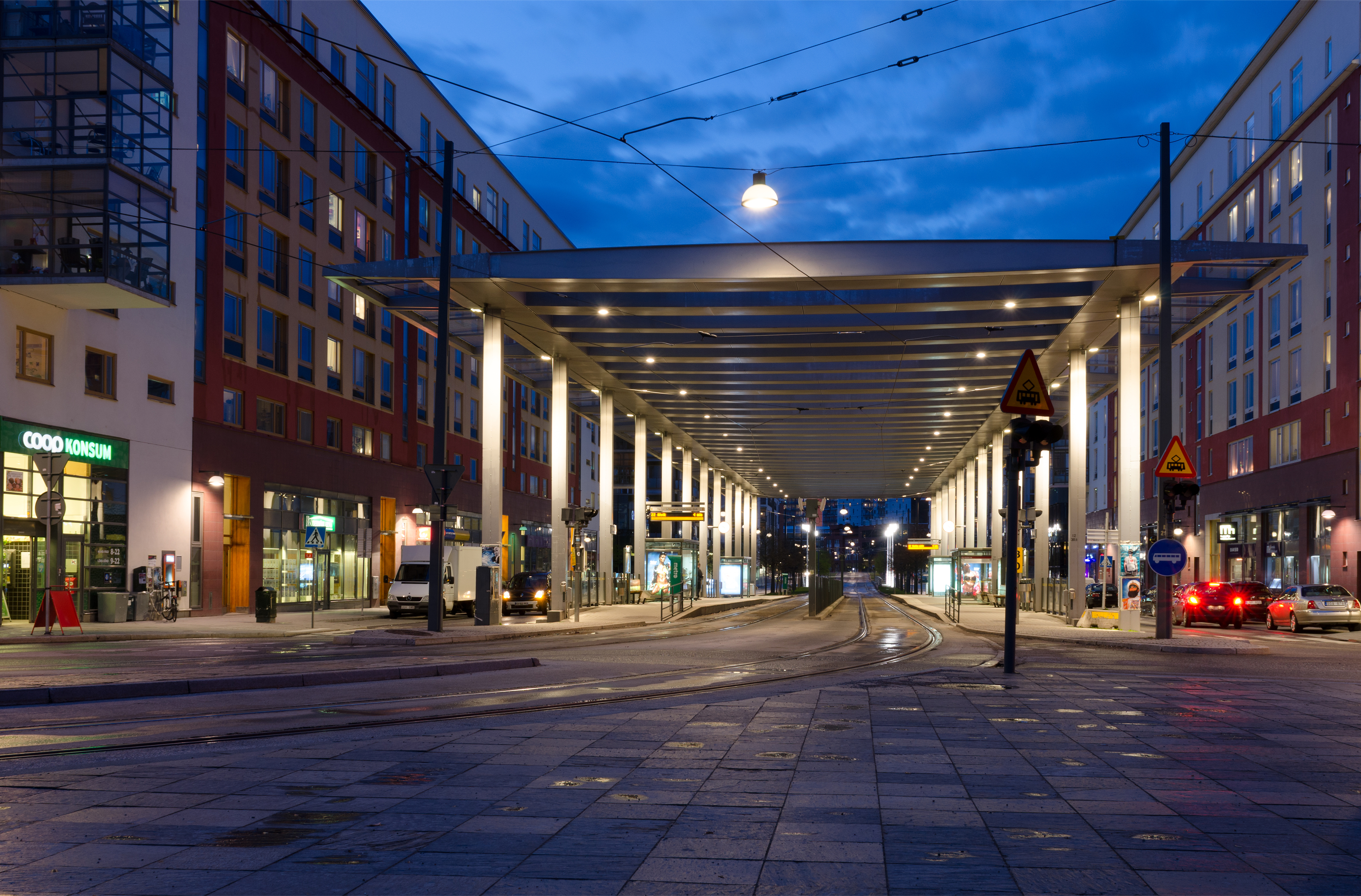
Sickla kaj
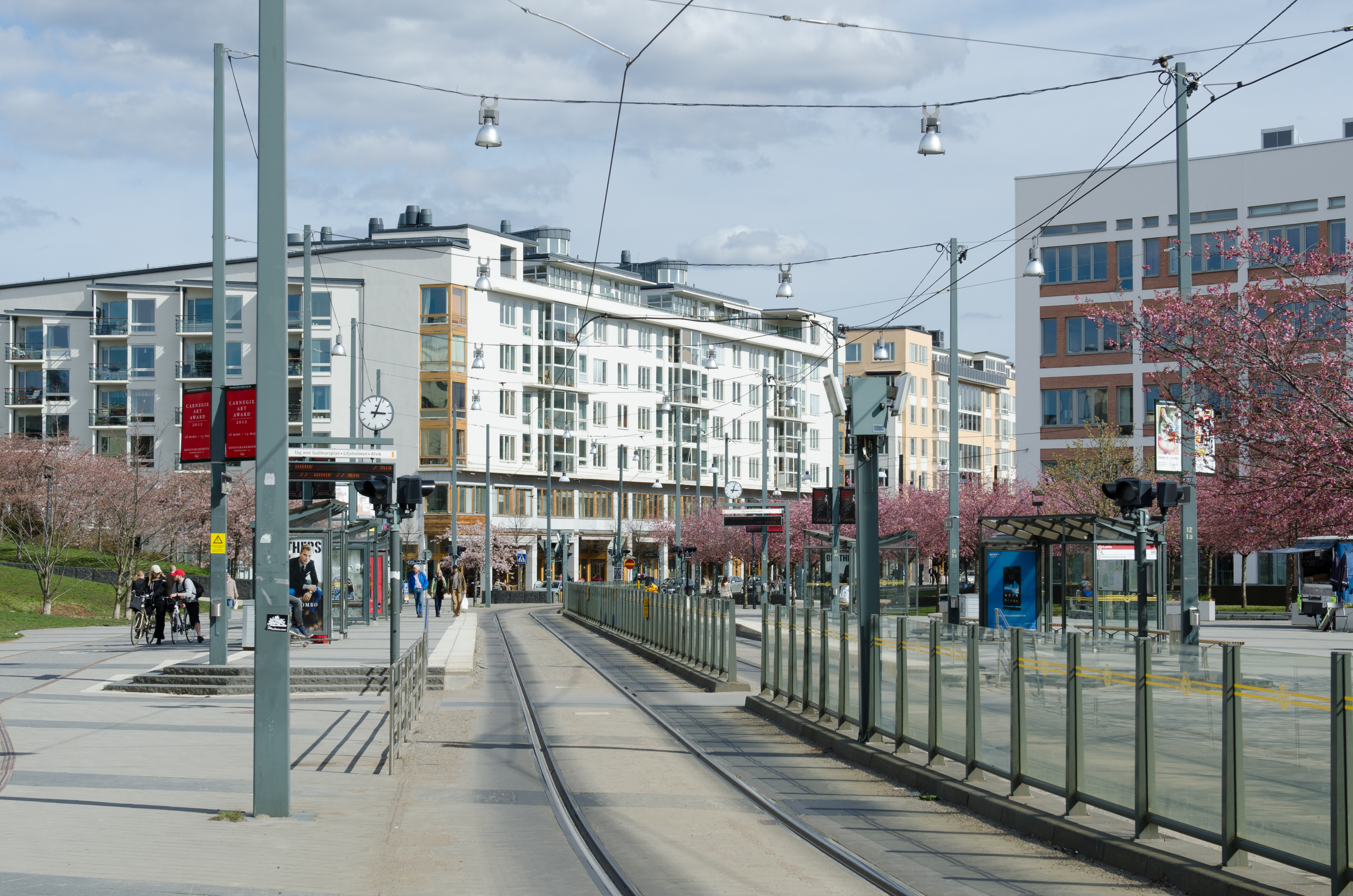
Luma
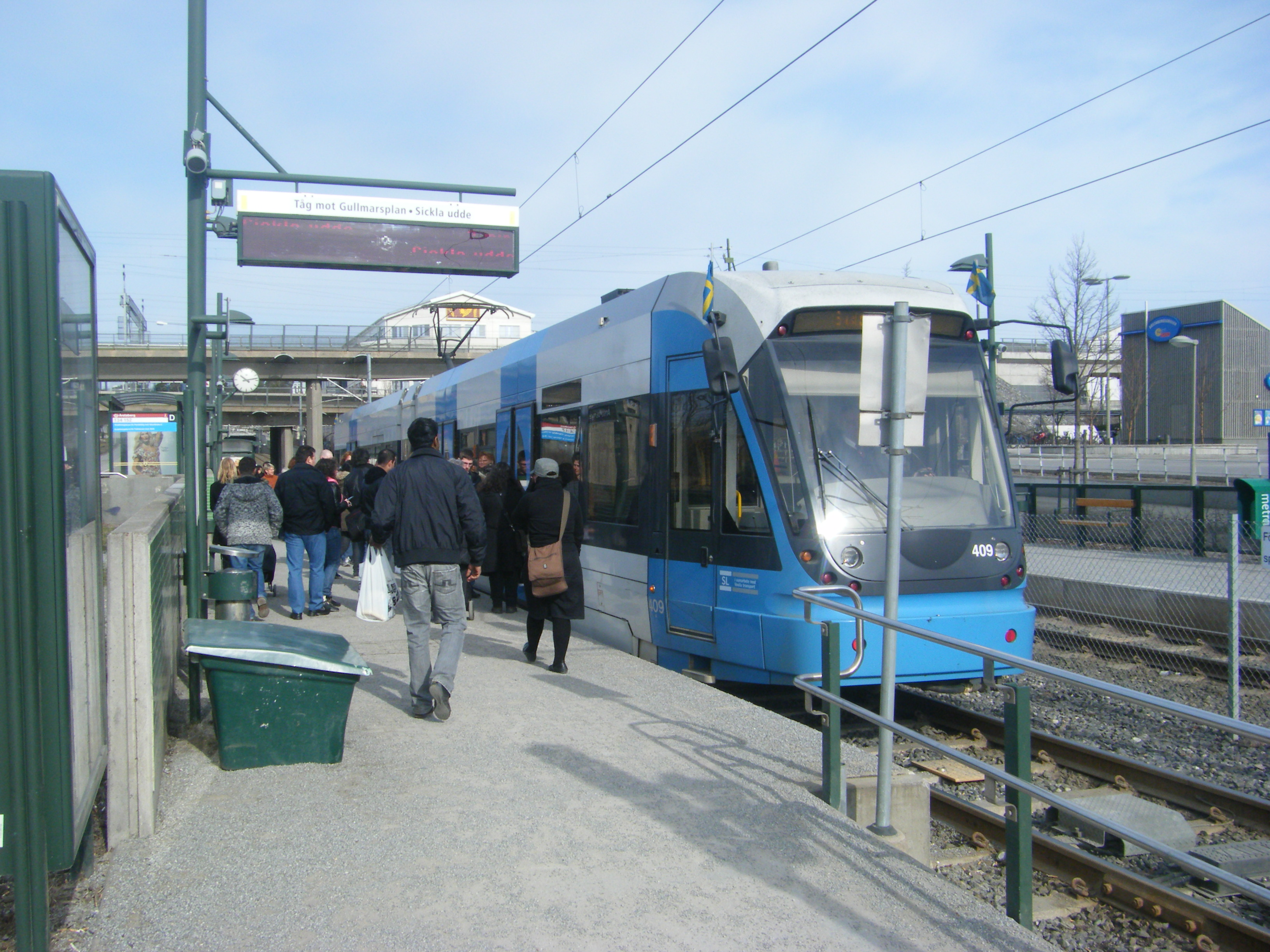
Årstaberg
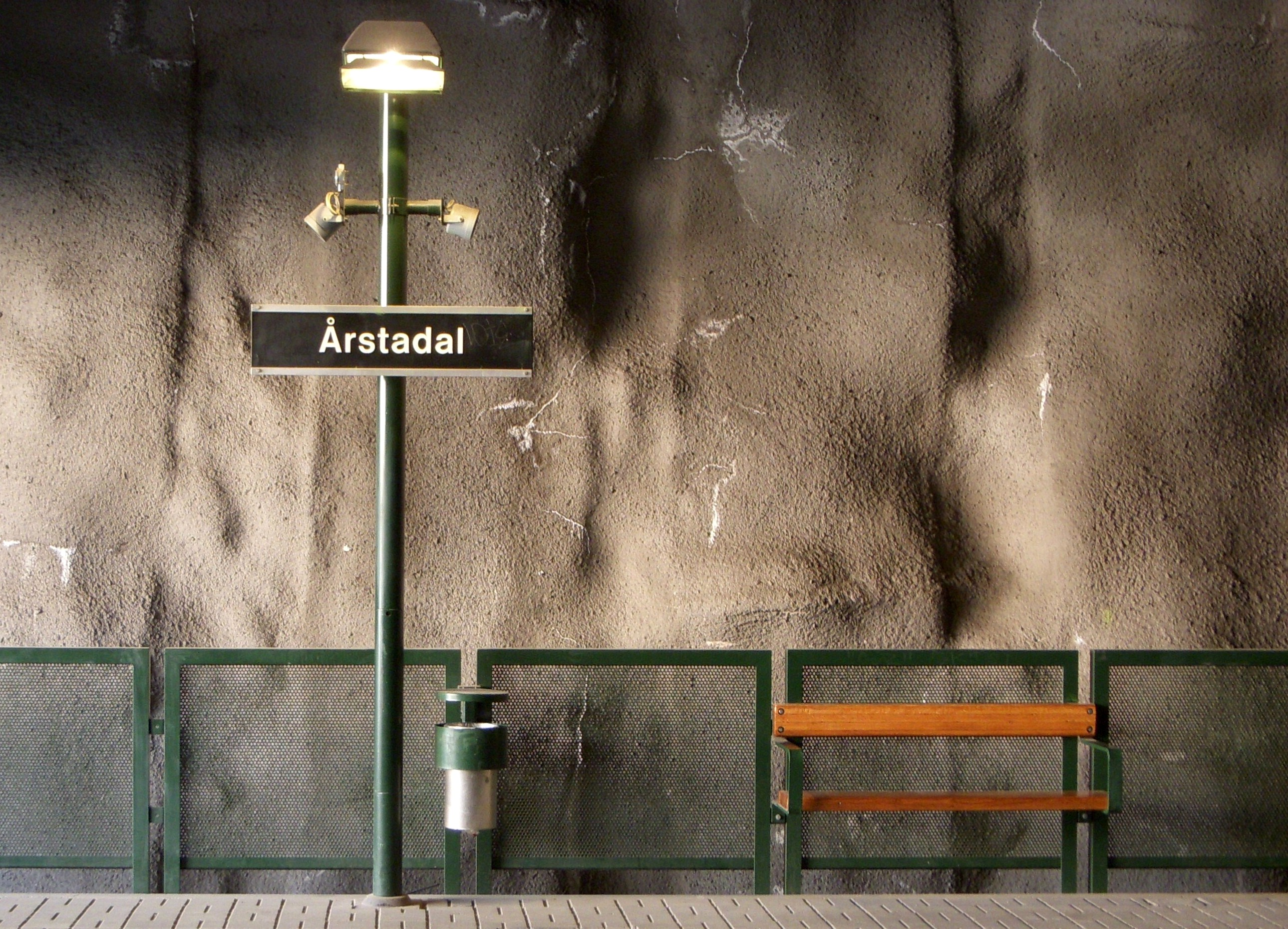
Årstadal

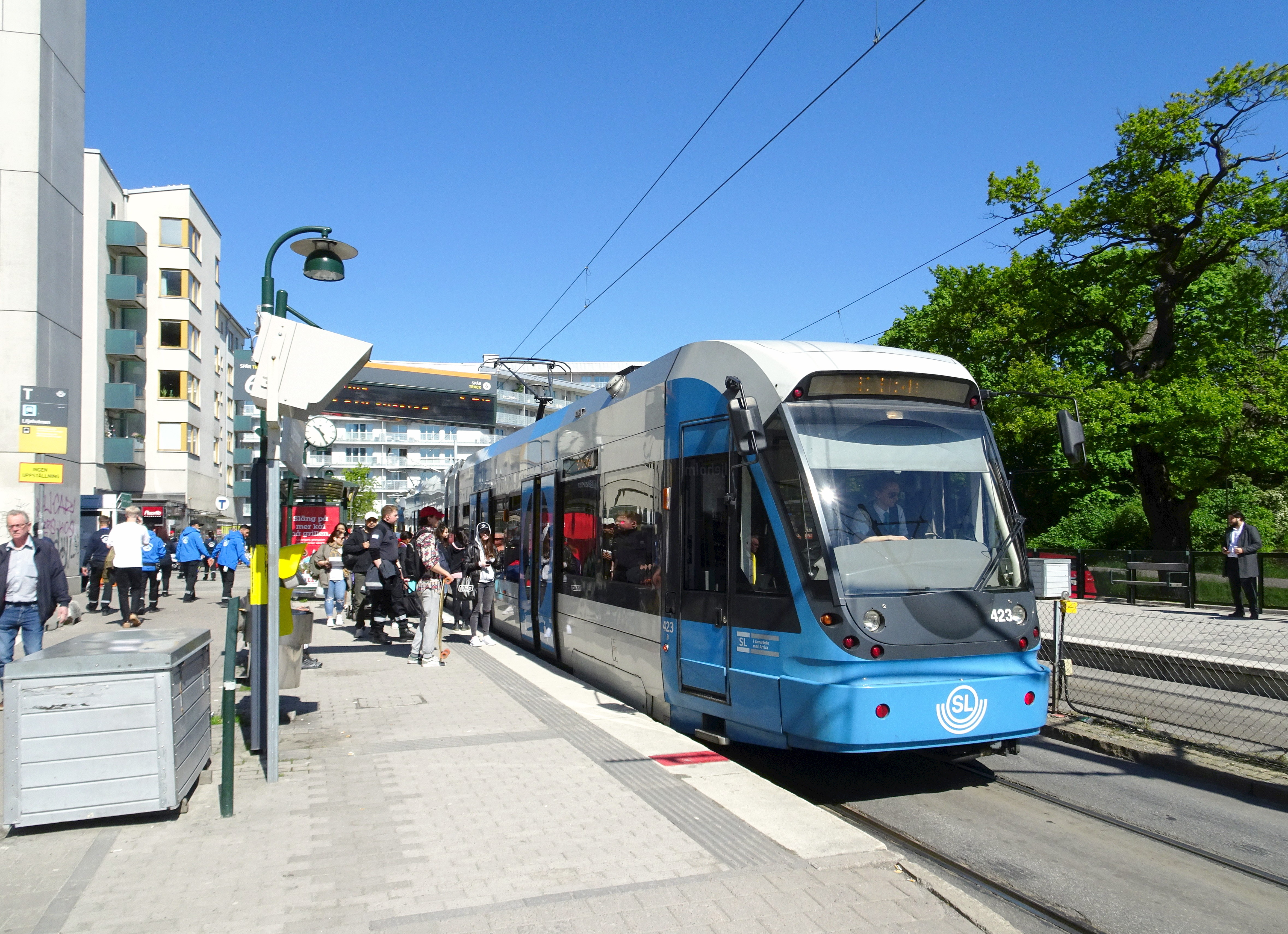
Liljeholmen
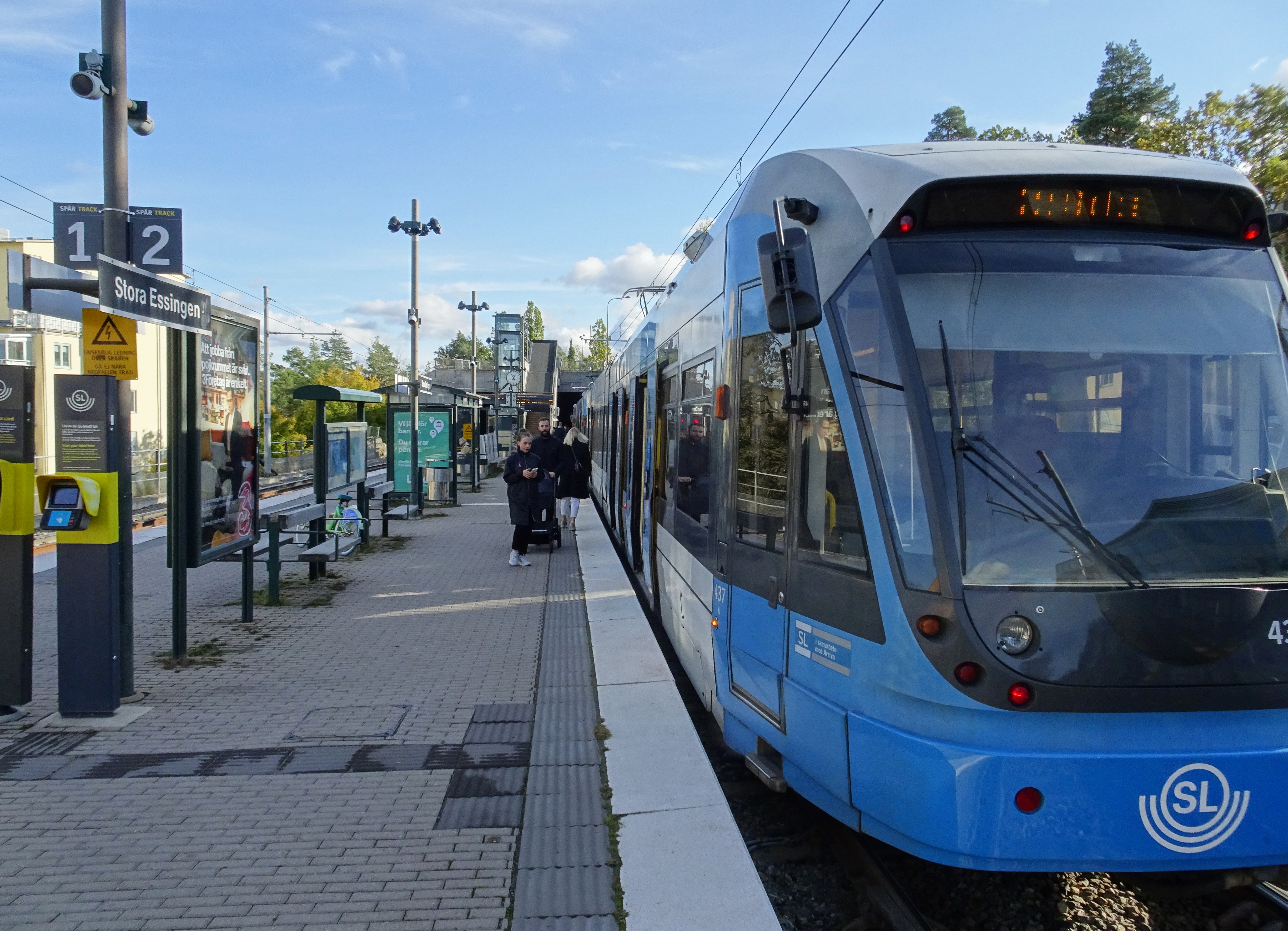
Stora Essingen
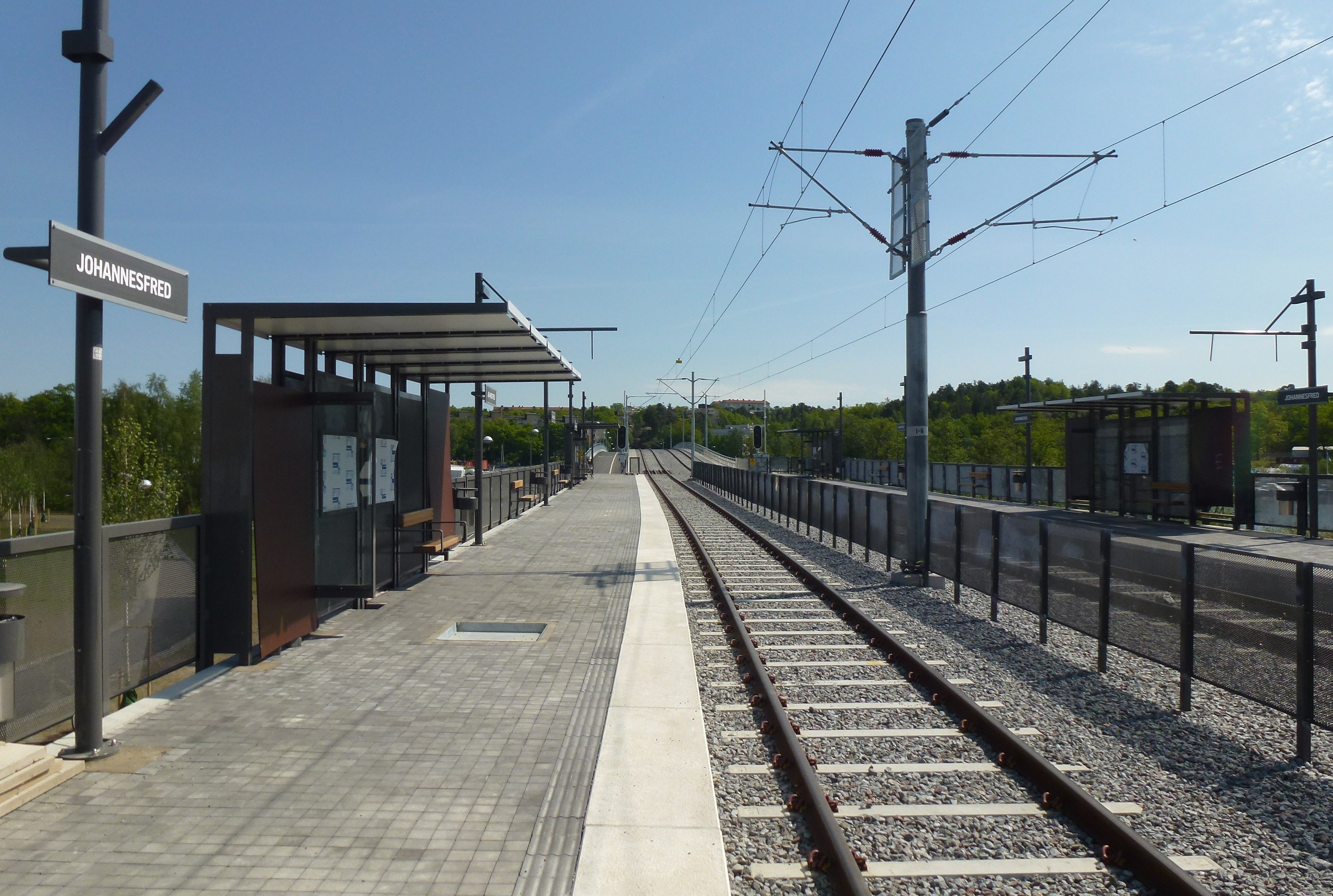
Johannesfred
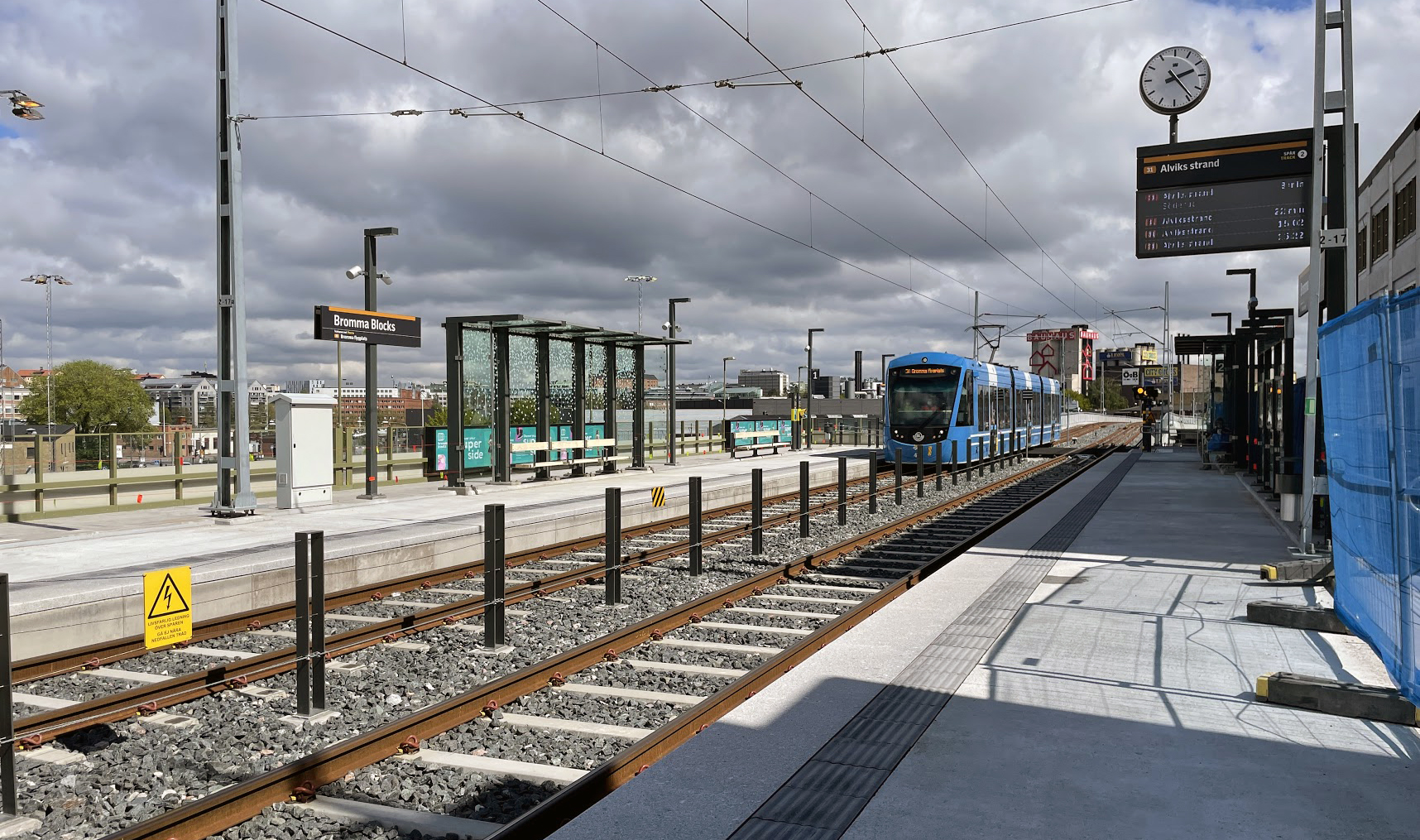
Bromma blocks

## Utbyggnadsplaner

### Kistagrenen
I februari 2018 inleddes utbyggnaden av en avgrening från Norra Ulvsunda via Rissne och Ursvik till Kista och därifrån vidare till Helenelund, kallad Kistagrenen. Utbyggnaden har varit planerad sedan lång tid tillbaka och ingick i Stockholmsförhandlingen 2007. Trafikstart skedde den 16 maj 2021 till Bromma flygplats. Tidigare var trafikstart planerad till 13 december 2020 men blev uppskjuten till 16 maj 2021 på grund av att Swedavia inte hade godkänt trafiken. Den fortsatta utbyggnaden planerades ske etappvis med trafikstart 2022 till Ursvik och 2023 till Helenelund. Projektets färdigställande har försenats flera gånger och trafikstart för sträckan till Ursviks torg är framskjuten på obestämd tid. Arbetet är pausat och ny en ny prognos håller på att tas fram (maj 2025). Sträckan vidare till Helenelund står utan prognos. I ett förnyat genomförandeavtal som beslutades i oktober 2021 avsattes ytterligare cirka en miljard kronor för förlängningen. Förseningen har orsakats av detaljplaneprocesser som dragit ut på tiden.
Avgreningen till den nya sträckningen är lokaliserad strax norr om hållplatsen Norra Ulvsunda. Den nya sträckningen betjänar bland annat handelsområdet Bromma Blocks, Bromma flygplats och senare nya bostadsområden i Annedal och Stora Ursvik. I Rissne och Kista blir det bytesmöjlighet till tunnelbanan, och i Helenelund till pendeltåg. Mellan Kista och Helenelund är Tvärbanan planerad att passera under E4. Mellan år 2021 och 2023 breddades befintlig vägport för att medge plats för spårvägen.

#### Utbyggnad av Kistagrenen

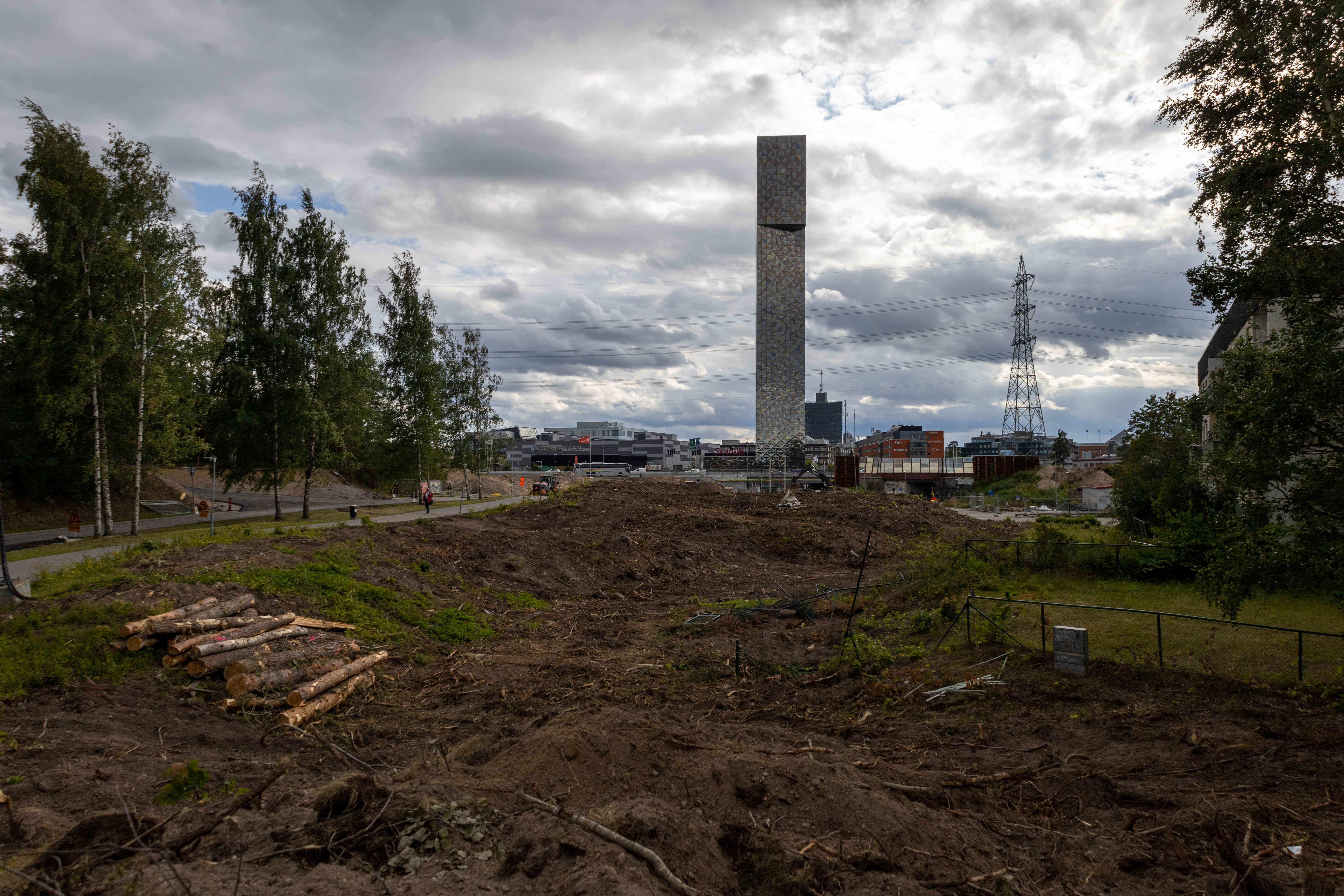
Avverkning och schakt för slutstationen i Helenelund i juli 2022.
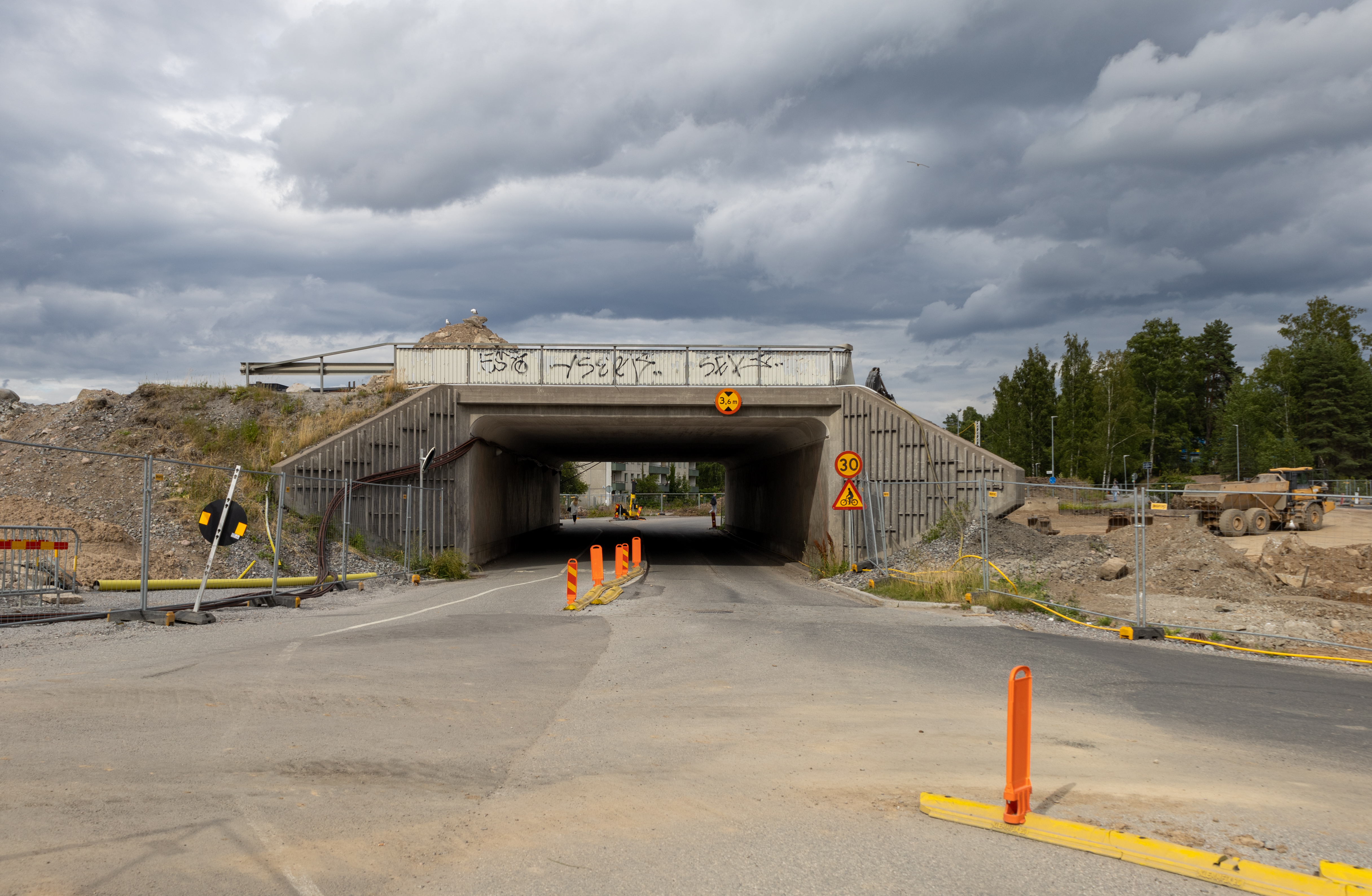
E4 har flyttat från gamla vägporten i juli 2022.
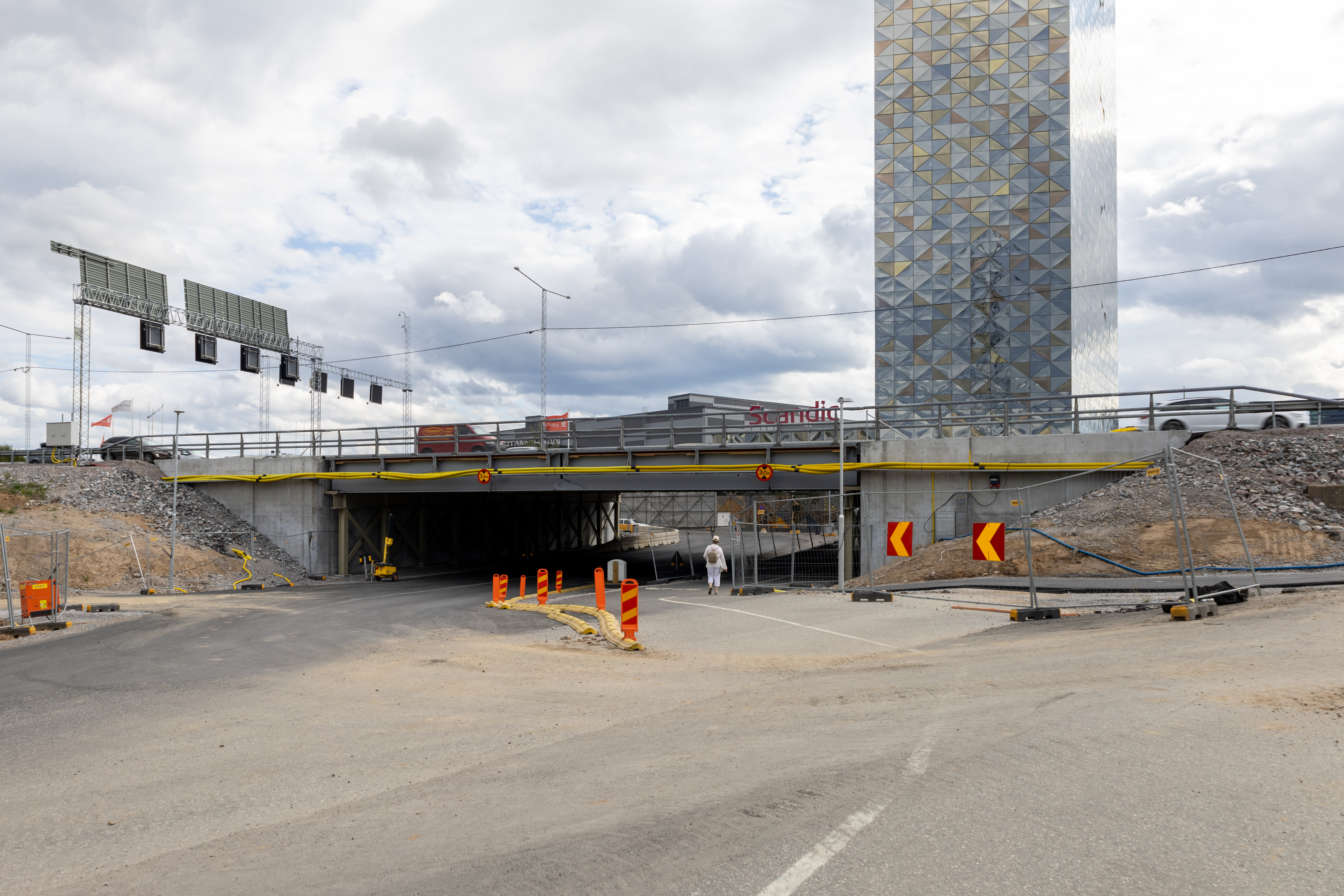
Tillfällig bro för E4 i drift i juli 2022.
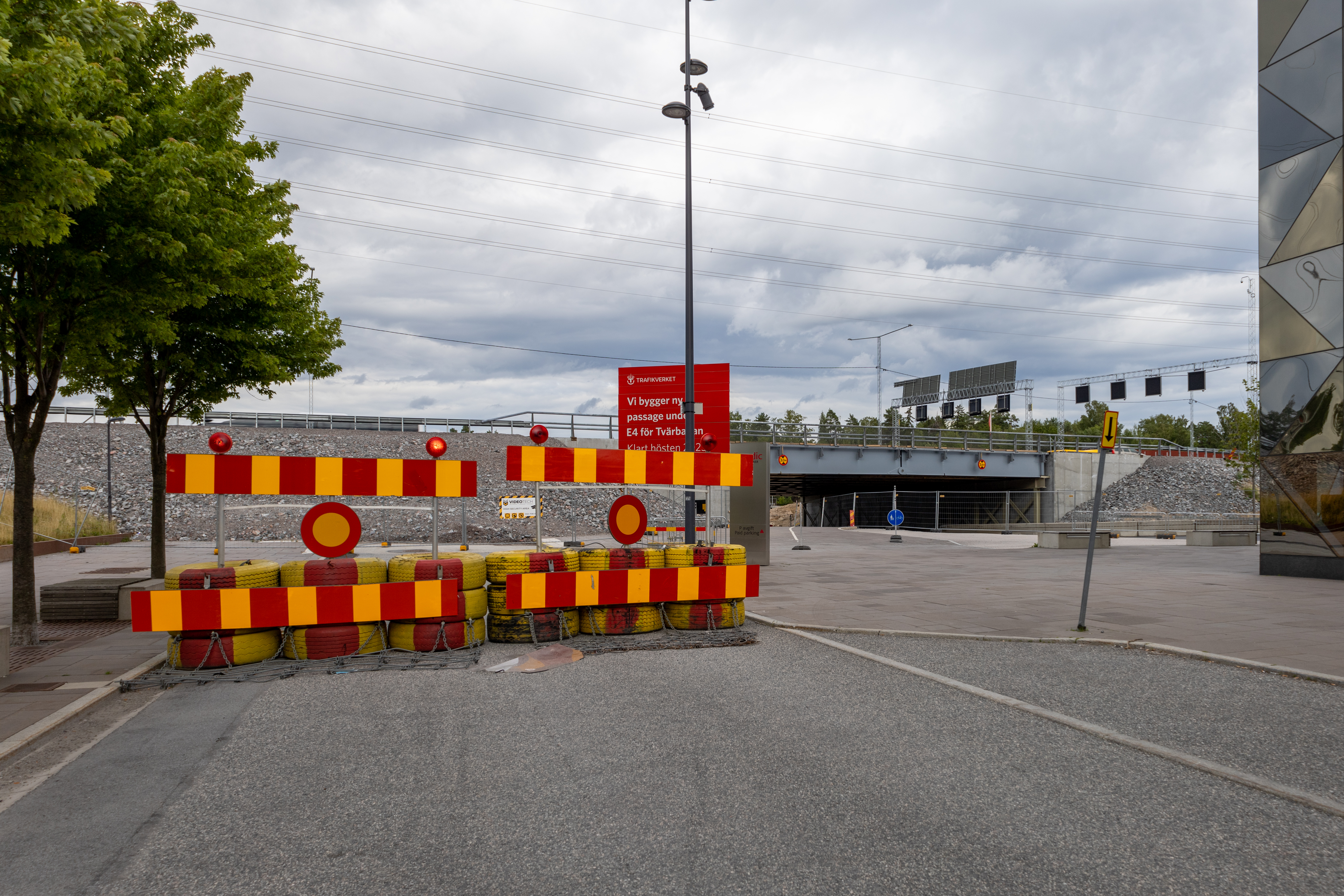
Vägavstängning från Arne Beurlings torg i Kista mot Helenelund i juli 2022.

### Studerade utbyggnader
Inom Sverigeförhandlingen studeras en spårväg i tunnel kombinerad med vägförbindelsen Östlig förbindelse. Detta innebär en möjlig utbyggnad av Tvärbanan från Sickla udde mot Loudden och Ropsten, vilket innebär att Tvärbanan kan kopplas samman med Spårväg City och Lidingöbanan.
I förstudien för Spårväg Syd ingick en förlängning från Älvsjö till Tvärbanan vid Liljeholmen eller Gullmarsplan i trafikanalyserna men inga linjedragningar studerades. Senare har en fördjupad studie pekat ut en sträckning mellan Spårväg syd i Älvsjö och Tvärbanan i Globen.
En utredning har gjorts för en förlängning österut från Sollentuna station via Häggvik och vidare till Täby, där anslutning skulle finnas till Roslagsbanan i Roslags-Näsby och Näsbypark. Denna bansträckning skulle utnyttja en tidigare reserverad korridor som ursprungligen var tänkt för en väg mellan Täby och Sollentuna, men som inte blev av, bland annat för att den skulle passera genom ett naturområde i Danderyds kommun i anslutning till Rösjön. En sådan förbindelse skulle avsevärt förbättra pendlingsmöjligheterna mellan Täby och Sollentuna och samtidigt knyta ihop flera olika system för spårbunden trafik. Senare har en åtgärdsvalsstudie studerat en korridor från Solna station via Bergshamra mot Danderyds sjukhus, med en eventuell fortsättning mot Täby.
En utbyggnad av Tvärbanan från Sickla udde till Slussen diskuterades länge under namnet Tvärbana Ost. Detta ingick i projektet Danvikslösen, som också innebar att hela Saltsjöbanan skulle byggas om till att bli en del av Tvärbanan. Ombyggnaden var planerad att genomföras 2010 till 2013. Den ursprungliga tanken var att Tvärbanan och Saltsjöbanan skulle kopplas samman vid Sickla udde och få en gemensam infart till Slussen via flera nya tunnlar, dels en cirka 1100 meter lång tunnel under Fåfängan, Danvikskanalen och Henriksdalsberget, dels en cirka 1200 meter lång tunnel för att ersätta Stadsgårdstunneln. Denna plan är sedan 2012 ersatt med planen på en tunnelbanegren till Nacka samt utbyggnaden av Tvärbanan till Sickla.
Det har även utretts att bygga spårväg från Helenelund via Kista till Barkarby. Denna spårväg skulle vara en förgrening av Tvärbanans planerade Kistagren. Stockholmöverenskommelsen 2013 innebär att tunnelbanans Blå linje byggs ut från Akalla till Barkarby, och därmed är en spårväg i motsvarande sträckning inte längre aktuell.